# Freemake Audio Converter
Freemake Audio Converter - это бесплатный конвертер аудио, разработанный Ellora Assets Corporation. Программа используется для преобразования аудио в различные форматы, слияния аудиофайлов и извлечения аудио из видеофайлов. Программа Freemake Audio Converter 1.0.0 не поддерживает прожиг компакт-дисков. В 2016 году число пользователей программы достигло 63 миллионов человек.

## Лицензия
Freemake Audio Converter - это приложение с рекламными модулями: его можно скачать, установить и использовать бесплатно, но оно устанавливает расширения для браузера и изменяет домашнюю страницу и поисковую систему по умолчанию, если явно не отменить эти действия.

## Особенности
Freemake Audio Converter поддерживает более 40 аудио форматов, таких как МР3, WMA, WAV, FLAC, AAC, M4A, OGG, АМР, AC3, AIFF, М4R. Программа может конвертировать аудио в форматы mp3, WMA,WAV, FLAC, AAC, M4A, OGG, может подготовить файлы для воспроизведения на различных портативных медиаплеерах, таких как Zune, Coby, SanDisc, Sansa, iRiver, Walkman, Archos. Она может конвертировать аудиофайлы в форматы M4A и m4r для iPad, iPhone и iPod и автоматически добавлять преобразованные файлы в библиотеку iTunes.
Freemake Audio Converter имеет пакетный режим для конвертирования несколько звуковых файлов одновременно. Программа может также объединить несколько звуковых файлов в один. Программа включает в себя несколько готовых предустановок для каждого поддерживаемого формата файла, позволяет создавать пользовательские параметры с корректировкой битрейта, числа аудио каналов и частоты дискретизации.
Программа способна извлекать аудиодорожки из видеофайлов различных форматов, таких как DVD, MP4, AVI, MPEG, H.264, MKV, DIVX, MOV, WMV, VOB, 3GP, RM, QT, и FLV.
Пользовательский интерфейс Freemake Audio Converter основан на технологии Windows Presentation Foundation.

## Внешние ссылки
- freemake.com/free_audio_converter/ — официальный сайт Freemake Audio Converter